# Gabara intermedia
Gabara intermedia là một loài bướm đêm trong họ Erebidae.